# کرامه
کرامه یکی از روستاهای استان آذربایجان شرقی است که در دهستان کله‌بوز شرقی بخش مرکزی شهرستان میانه واقع شده‌است.